# Dezmosom
Dezmosóm, dŕžek ali macula adhaerens (tudi pegasti priležni stik) je medcelični stik, sestavljen iz dveh okroglih ploščic ob plazmalemah sosednjih celic, v katerih so na citoplazemski strani zasidrani intermediarni filamenti, ter iz kadherinov v medceličnem prostoru. So najstabilnejša vrsta medceličnih stikov. Prevladujejo v tkivih, podvrženih mehanskim obremenitvam, kot so epiteliji in srčna mišica.

## Zgradba
Na elektronskomikroskopski sliki je vidno, da je držek oziroma dezmosom sestavljen iz dveh somernih plakov diskaste ali ovalne oblike premera 100–500 nm in debeline 15–20 nm, na katera se pripenjajo nitaste strukture iz skupine intermediarnih filamentov. Medcelični del stika, kjer transmembranske beljakovine povezujejo sosednji celici, je podoben zadrgi. Dezmosomske beljakovine, ki gradijo vsako somerno podenoto dezmosoma (dezmosomsko polovico), so organizirane v dve biokemijsko, strukturno in funkcionalno različni domeni: transmembranski povezovalni del in citosolni dezmosomski plak, na katerega se pripenjajo intermediarni filamenti. Sestava in struktura dezmosomov sta odvisni od vrste celic, stopnje diferenciacije in vrste tkiva. V povezavah dezmosomskih proteinov sosednjih celic sodelujejo transmembranske belakovine iz družine kadherinov. Vsem kadherinom je skupno, da tvorijo od Ca2+ odvisne povezave, od koder izvira tudi njihovo ime (angl. Ca2+ adherent proteins). Citosolni deli dezmosomskih kadherinov se povezujejo z beljakovinami plakne regije. Glavna vloga plaknih proteinov je povezovanje transmembranskih beljakovin s citoskeletnimi elementi. Plak gradijo plakofilini 1–3, plakoglobini in dezmoplakini. Plakofilini in plakoglobini se povezujejo z dezmosomskimi kadherini in drugimi beljakovinami v plaku, dezmoplakini pa so nujni za ustrezno povezavo plakne regije z intermediarnimi filamenti in s tem za nastanek funkcionalnega dezmosoma.